# Paraclius longicornis
Paraclius longicornis är en tvåvingeart som beskrevs av Van Duzee 1931. Paraclius longicornis ingår i släktet Paraclius och familjen styltflugor.
Artens utbredningsområde är Panama. Inga underarter finns listade i Catalogue of Life.